# Love Race
«Love Race» es una canción del músico estadounidense Machine Gun Kelly. Al igual que su álbum de pop punk Tickets to My Downfall lanzado en 2020, la canción presenta al baterista Travis Barker. Además, la canción cuenta con la voz del vocalista de Sleeping with Sirens, Kellin Quinn. Fue lanzado el 29 de abril de 2021.

## Antecedentes y grabación
La canción fue lanzada el 29 de abril de 2021. La canción cuenta con la batería de Travis Barker, quien previamente había tocado la batería en el álbum de Kelly, Tickets to My Downfall. Barker también proporcionó la producción de la pista, mientras que Jared Gutstadt y Jeff Peters de Audio Chateau ayudaron a escribir la canción. La canción también recibió un crédito de escritura inexplicable a Matthew Thiessen de la banda de rock Relient K. La canción cuenta con la voz de Kellin Quinn de la banda de rock Sleeping with Sirens. La canción fue la tercera colaboración entre Kelly y Quinn, la anterior fue un remix del sencillo "Swing Life Away" de Rise Against. Kelly notó que improvisó la letra de la canción y terminó sus partes en cinco minutos.

## Composición y temas
Las publicaciones generalmente describieron la canción como pop punk y de naturaleza similar al material que se encuentra en el álbum Tickets to My Downfall (2020) de Kelly. Guitar World describió la canción como una "línea de guitarra sincopada y con mucha reverberación" en los versos de la canción que eventualmente se convierte en un coro de guitarras de acordes potentes y ganchos vocales. La canción presenta voces roncas alternas de tono más bajo de Kelly y voces de tono más alto de Quinn, con la segunda mitad de la canción que contiene segmentos de ellos cantando al mismo tiempo.

## Posicionamiento en lista
| Lista (2021)                                | Posiciones |
| ------------------------------------------- | ---------- |
| Australia (ARIA)                            | 87         |
| Bélgica (Flandes) (Ultratip Bubbling Under) | 38         |
| Canadá (Canadian Hot 100)                   | 75         |
| República Checa (Singles Digitál Top 100)   | 60         |
| Global 200 (Billboard)                      | 115        |
| Ireland (IRMA)                              | 64         |
| New Zealand Hot Singles (RMNZ)              | 10         |
| Reino Unido (UK Singles Chart)              | 56         |

## Personal
- Machine Gun Kelly – voz, guitarras
- Kellin Quinn de Sleeping with Sirens – voz invitado
- Travis Barker – batería, producción